# Паремиография
Паремиография (др.-греч. παροιμία paroimia — притча, пословица и γράφω — «пишу») — раздел паремиологии, занимающийся сбором, записью и изданием малых жанров фольклора (пословиц, поговорок, присловий, прибауток и т. п.).
Паремиография ведёт своё начало от глубокой древности. Ещё Аристотелю приписывали первые записи пословиц. Записями пословиц занимались греческие, александрийские и римские учёные. В 1500 году Эразм Роттердамский издаёт свод античных пословиц «Пословицы». Позднейшие учёные продолжают дело собирания и изучения античных пословиц.